# Zahia Benarous
Zahia Benarous, née le 10 juin 1958 à M'Sila, est une journaliste et femme politique algérienne.

## Carrière
Zahia Benarous, ancienne présentatrice de journaux télévisés, est élue députée sous la bannière du Rassemblement national démocratique à Alger en 1997.
Elle est nommée secrétaire d'État auprès du ministre de la communication, chargée de la culture, au sein du gouvernement Ouyahia II en juin 1997 ; elle reste en poste au sein du gouvernement Hamdani, en fonction jusqu'en décembre 1999. 